# The Id (альбом)
The Id  — второй студийный альбом американской певицы Мэйси Грэй, релиз которого состоялся 18 сентября 2001 года. В Billboard 200 альбом занял 11 место при продаже 93,000 копий за неделю, но позже упал на 18 место. Всего в США было продано 593,000 копий. Тем не менее, в Европе он был успешнее, чем его предшественник, On How Life Is. Критики особо отметили сингл Sweet Baby.
Сингл «Relating to a Psychopath» вошёл в саундтрек фильма 2002 года «Кадет Келли».

## Список композиций
| №                   | Название                                                | Автор(ы)                                                                    | Длительность |
| ------------------- | ------------------------------------------------------- | --------------------------------------------------------------------------- | ------------ |
| 1.                  | «Relating To A Psychopath»                              | Мэйси Грей, Джереми Рузумна, Дэвид Уилдер, Деррил Суонн                     | 4:48         |
| 2.                  | «Boo»                                                   | Грей, Рузумна, Уилдер, Суонн, Виктор Индриццо, Зак Рей                      | 4:25         |
| 3.                  | «Sexual Revolution»                                     | Грей, Рузумна, Уилдер, Суонн                                                | 4:45         |
| 4.                  | «Hey Young World Part 2» (совместно с Slick Rick)       | Грей, Ricky Walters, Мос Деф, Ламонт Доррелл, Чарльз Синглтон, Эдди Снайдер | 4:03         |
| 5.                  | «Sweet Baby» (совместно с Эрикой Баду)                  | Грей, Джо Соло                                                              | 3:50         |
| 6.                  | «Harry»                                                 | Грей                                                                        | 3:10         |
| 7.                  | «Gimme All Your Lovin' Or I Will Kill You»              | Грей, Рузумна, Суонн, Эрик Маршалл, Рита Мерли                              | 4:46         |
| 8.                  | «Don't Come Around» (совместно с Sunshine Anderson)     | Грей, Рузумна                                                               | 4:37         |
| 9.                  | «My Nutmeg Phantasy» (совместно с Энжи Стоун и Мос Деф) | Грей, Суонн, Финн Хаммер, Кейт Цианци, Лонни Маршалл, Том Раллс             | 4:55         |
| 10.                 | «Freak Like Me»                                         | Грей, Суонн, Гари Зекли, Эрик Хорд                                          | 3:38         |
| 11.                 | «Oblivion»                                              | Грей, Брайан Лестер                                                         | 2:49         |
| 12.                 | «Forgiveness»                                           | Грей, Суонн, Нойт Экстон                                                    | 5:17         |
| 13.                 | «Blowin' Up Your Speakers»                              | Грей, Суонн                                                                 | 1:08         |
| 14.                 | «Shed» (Hidden Track)                                   | Грей, Суонн                                                                 | 4:17         |
| Общая длительность: | Общая длительность:                                     | Общая длительность:                                                         | 52:08        |

## Участники записи

### Музыканты
| - Мэйси Грэй — основной вокал, бэк-вокал - Стефани Александр — бэк-вокал - Sunshine Anderson — вокал - Изза Авила — ударные - Эрика Баду — вокал - Марина Бамбино — ударные, бэк-вокал - Стив Бакстер — тромбон - Даун Бекман — бэк-вокал, - Принтс Боард — валторна, труба, бэк-вокал - Дастин Боуэр — гитара - Тим Кармон — орган - Кейт Кианки — синтезатор - Марк Кросс — бэк-вокал - Брайан Дюрак — орган - Майк Элизондо — бас-гитара - Фанни Франклин — бэк-вокал - Герб Грехем — барабаны - Виктор Индриццо — барабаны - Тим Ицо — Саксофон, кларнет, флейта, бэк-вокал - Даррен Джонсон — родес-пиано - Гебби Ленг — ситар - Джинсо Лим — гитара - Джейн Лопез — бэк-вокал - Арик Маршалл — гитара | - Лонни Маршалл — бас - Мос Деф — вокал - Дион Мердок — барабаны - Эйдра Нишита — бэк-вокал - Билли Престон — орган, клавикорд - Зак Рей — орган, синтезатор, кларнет, фортепиано, гитара, - Том Раллс — тромбон - Том Руссо — бэк-вокал - Джереми Рузумна — орган, синтезатор, фортепиано, орган - Рафаэл Садик — гитара - Джим Ситтерли — скрипка - Слим Рик — вокал - Си Смит — бэк-вокал - Энджи Стоун — вокал - Деррил Суонн — гитара, бэк-вокал - Амир Томпсон — барабаны - Лейон Уолкер — бэк-вокал - Трейси Уаннамо — кларнет - Латина Уэбб — бэк-вокал - Дэвид Уилдер — бас - Памела Уиллиамс — бэк-вокал - Джеймс Вутен — орган - Эрика Янси — бэк-вокал |

### Производство
- Мэйси Грэй — продюсер, вокалист
- Рико Чао — звукорежиссёр
- Джефф Честек — звукорежиссёр

## История релиза
| Регион         | Дата                  | Лейбл |
| -------------- | --------------------- | ----- |
| Великобритания | 17 сентября 2001 года | Sony  |
| США            | 18 сентября 2001 года | Epic  |
| Япония         | 19 сентября 2001 года | Epic  |